# Lipa (Bihać)
Lipa es un pueblo ubicado en el municipio de Bihać, en el cantón de Una-Sana, Bosnia y Herzegovina.

## Superficie
Posee una superficie de 38,14 kilómetros cuadrados.

## Demografía
Hasta 1991 la población era de 72 habitantes.